# Argentoleon longitudinalis
Argentoleon longitudinalis is een insect uit de familie van de mierenleeuwen (Myrmeleontidae), die tot de orde netvleugeligen (Neuroptera) behoort. 
Argentoleon longitudinalis is voor het eerst wetenschappelijk beschreven door Navás in 1914.